# Куриматау-Ориентал (микрорегион)

Куриматау-Ориентал на карте.

Куриматау-Ориентал (порт. Microrregião do Curimataú Oriental) — микрорегион в Бразилии, входит в штат Параиба. Составная часть мезорегиона Сельскохозяйственный район штата Параиба. Население составляет 	93 423	 человека (на 2010 год). Площадь — 	1346,740	 км². Плотность населения — 	69,37	 чел./км².

## Демография
Согласно сведениям, собранным в ходе переписи 2010 г. Национальным институтом географии и статистики (IBGE), население микрорегиона составляет:						
| Полное население                             | Полное население                             | Полное население                             | Полное население                             | 93 423 |
| -------------------------------------------- | -------------------------------------------- | -------------------------------------------- | -------------------------------------------- | ------ |
| в том числе:                                 | Городское население                          | 52 325                                       | Процент городского населения, %              | 56,01  |
|                                              | Сельское население                           | 41 098                                       | Процент сельского населения, %               | 43,99  |
|                                              | Мужское население                            | 45 895                                       | Процент мужского населения, %                | 49,13  |
|                                              | Женское население                            | 47 528                                       | Процент женского населения, %                | 50,87  |
| Плотность населения, чел/км²                 | Плотность населения, чел/км²                 | Плотность населения, чел/км²                 | Плотность населения, чел/км²                 | 69,37  |
| Население микрорегиона в % к населению штата | Население микрорегиона в % к населению штата | Население микрорегиона в % к населению штата | Население микрорегиона в % к населению штата | 2,48   |

## Статистика
- Валовой внутренний продукт на 2003 год составляет 190 300 884,00 реалов (данные: Бразильский институт географии и статистики).
- Валовой внутренний продукт на душу населения на 2003 год составляет 2008,84 реалов (данные: Бразильский институт географии и статистики).
- Индекс развития человеческого потенциала на 2000 год составляет 0,568 (данные: Программа развития ООН).

## Состав микрорегиона
В составе микрорегиона включены следующие муниципалитеты:
1. Араруна
2. Касимба-ди-Дентру
3. Кампу-ди-Сантана
4. Касеренги
5. Дона-Инес
6. Риашан
7. Соланеа